# Kantonale Volksabstimmung «betreffend Stipendiengesetz – Bildung für alle!»
Die Kantonale Volksabstimmung «betreffend Stipendiengesetz – Bildung für alle!» war eine Volksabstimmung im Schweizer Kanton Luzern, die am 25. September 2005 stattfand. Inhalt der Abstimmung war Änderung des Luzerner Stipendiengesetzes mit dem Ziel, dass die Ausbildungsbeiträge des Kantons dem gesamtschweizerischen Durchschnitt anzugleichen seien.

## Hintergründe und Inhalt
Eingereicht wurde die Initiative 2003 durch Mitglieder der Parteien JungsozialistInnen Schweiz und Sozialdemokratische Partei der Schweiz als Reaktion auf die seit 1994 sinkenden Stipendienausgaben. Zu den Zielen nannten die Initianten dabei:
- Berücksichtigung der SKOS-Richtlinien
- Erhöhung der Einkommenslimite, ab welcher Eltern ihren Kindern Beiträge schulden
- Bewilligung von mehr Stipendien anstelle Darlehen

Der Luzerner Grosser Rat argumentierte gegen die Initiative, dass seit 1. August 2003 bereits ein neues Stipendiengesetz in Kraft getreten sei und die Initiative somit die neusten Entwicklungen nicht berücksichtige. So stiegen die Stipendienausgaben zwischen 2002 und 2004 bereits von 8,5 auf 12 Millionen Franken, womit Luzern im kantonalen Vergleich bereits im Durchschnitt oder leicht darüber lag. Weiterhin prognostizierte der Grosse Rat, dass sich dieser Betrag mit einer Annahme der Initiative nochmal nahezu verdoppeln würde.

## Abstimmungsergebnis
Die Stimmbeteiligung lag mit etwa 56 % in allen Luzernern Ämtern gleichauf. Mit 41 % erreichte die Initiative im Amt Luzern den höchsten und mit 28 % im Amt Entlebuch den tiefsten Ja-Stimmen-Anteil. Somit wurde die Initiative mit einem Total von 64 % Nein-Stimmenanteil von allen fünf Ämtern abgelehnt.
| Amt       | Stimmbeteiligung | Ja (Anzahl) | Nein (Anzahl) | Ja (Prozent) | Nein (Prozent) | Annahme |
| --------- | ---------------- | ----------- | ------------- | ------------ | -------------- | ------- |
| Entlebuch | 55,15 %          | 1'995       | 5'032         | 28,39 %      | 71,61 %        | Nein    |
| Hochdorf  | 55,42 %          | 7'062       | 14'536        | 32,70 %      | 67,30 %        | Nein    |
| Luzern    | 57,29 %          | 25'081      | 36'045        | 41,03 %      | 58,97 %        | Nein    |
| Sursee    | 56,72 %          | 7'422       | 16'773        | 30,68 %      | 69,32 %        | Nein    |
| Willisau  | 56,31 %          | 5'421       | 11'970        | 31,17 %      | 68,83 %        | Nein    |
| Total (5) | 56,62 %          | 46'981      | 84'356        | 35,77 %      | 64,23 %        | Nein    |

## Einsprache und Beschwerde
Kurz vor der Abstimmung wurde am 2. September 2005 von drei Personen Einsprache zur geplanten Abstimmung eingereicht Inhalt der Einsprache war die unkorrekte Angabe der vom Grossen Rat prognostizierten 11 Millionen Franken Mehrkosten im Stimmbericht vom 5. Juli 2005. Durch eine Neufassung der SKOS-Richtlinien im April 2005, wären nunmehr nur noch Mehrkosten von 7,6 Millionen Franken zu erwarten. Somit seien die Stimmbürger in ihrer Meinungsbildung beeinträchtigt worden. Gefordert wurden von den Klägern eine korrigierte Neufassung des Stimmberichts, oder andernfalls eine Verschiebung der Abstimmung am 25. September 2005. Die Einsprache wurde am 13. September 2005 vom Regierungsrat abgewiesen, wonach das Anliegen von den Einsprechern am 14. September als staatsrechtliche Beschwerde ans Bundesgericht weitergezogen wurde. Dieses entschied am 22. September, dass die Abstimmung weder verschoben noch abgesagt werden müsse. Nachdem die Initiative am 25. September abgelehnt wurde, erneuerten die Kläger am 29. September ihre Beschwerde mit der Beantragung einer Aufhebung des Stimmergebnisses. Am 20. April 2006 wurde diese Beschwerde vom Bundesgericht abgewiesen und das Abstimmergebnis für gültig erklärt. Begründet wurde das Urteil unter anderem damit, dass das Stimmresultat mit 36 % : 64 % dermassen deutlich ausgefallen sei, dass «die Möglichkeit, dass die Abstimmung ohne die Mängel anders ausgefallen wäre, vor dem Hintergrund der gesamten Umstände nicht als ernsthaft erscheinen».